# زره‌دهان‌ها
زره‌دهان‌ها (نام علمی: Opostomias) نام یک سرده از تیره اژدهاماهیان است.